# Президентские выборы в США (1964)
Президентские выборы в США 1964 года состоялись 3 ноября, менее чем через год после убийства Джона Кеннеди, победившего на предыдущих выборах. Кандидаты от Демократической партии Линдон Джонсон и Хьюберт Хамфри одержали победу над республиканцами Барри Голдуотером и Уильямом Миллером. Джонсон набрал 61,1% голосов избирателей, что является лучшим показателем для любого кандидата с 1820 года, когда Джеймс Монро получил около 80% голосов.
Джонсон занял пост президента 22 ноября 1963 года, почти сразу после убийства Кеннеди, и в целом продолжил его политику, но уделял большее внимание гражданским правам афроамериканцев. Он легко победил сегрегационистского губернатора Алабамы Джорджа Уоллеса на праймериз и выиграл номинацию от своей партии. Джонсон выбрал своим кандидатом на пост вице-президента либерального Сенатора от Миннесоты Хьюберта Хамфри. На праймериз республиканцев консервативный Сенатор от Аризоны Барри Голдуотер с небольшим перевесом победил своих либеральных соперников — губернатора Нью-Йорка Нельсона Рокфеллера и губернатора Пенсильвании Уильяма Скрантона.
На посту президента Джонсон принял ряд программ по борьбе с бедностью, известных под общим названием «Великое общество», и закона о гражданских правах 1964 года. Голдуотер придерживался философии низких налогов и малого правительства и поддерживал агрессивную внешнюю политику. Хотя он лично выступал против сегрегации и ранее поддерживал законы о гражданских правах 1957 и 1960 годов, Голдуотер выступал против аналогичного акта 1964 года, заявляя, что он неконституционен. Демократы успешно изобразили Голдуотера как опасного экстремиста, особенно известной стала реклама такого типа стал короткий ролик «Daisy». Республиканская партия была разделена на умеренную и консервативную фракции, при этом Рокфеллер и другие либеральные лидеры партии отказались помогать кампании Голдуотера. Во время агитационного периода ЦРУ было приказано собирать информацию о кампании Голдуотера и Национальном комитете республиканской партии.
Джонсон стал четвёртым и последним вице-президентом, ставшим президентом после смерти своего предшественника и самостоятельно выигравшим полный срок. Лидируя во всех опросах во время кампании, Джонсон выиграл 44 штата и округ Колумбия, который впервые голосовал на этих выборах. Голдуотер выиграл в своей родной Аризоне и одержал победу в пяти штатах Глубокого Юга из-за недовольства местных жителей поддержкой демократами гражданских прав и десегрегации. За исключением Луизианы, штаты Глубокого Юга никогда ранее не голосовали за кандидата в президенты от республиканцев с момента окончания Реконструкции в 1877 году. Выборы 1964 года были последними, на которых Демократическая партия получила большинство голосов белых американцев.

## Выборы

### Кампания
Кандидатуру Барри Голдуотера активно поддерживал Г. Хант.

### Результаты
| Кандидат                   | Партия                              | Избиратели | Избиратели | Выборщики |
| Кандидат                   | Партия                              | Количество | %          | Выборщики |
| -------------------------- | ----------------------------------- | ---------- | ---------- | --------- |
| Линдон Бэйнс Джонсон       | Демократическая партия              | 43 127 041 | 61,1 %     | 486       |
| Барри Моррис Голдуотер     | Республиканская партия              | 27 175 754 | 38,5 %     | 52        |
| Джон Каспер                | Национальная партия за права штатов | 6 953      | 0,0 %      | 0         |
| Джозеф Лайтбёрн            | Конституционная партия              | 5 061      | 0,0 %      | 0         |
| (несвязанные выборщики)(а) | Демократическая партия              | 210 732    | 0,3 %      | 0         |
| другие                     | -                                   | 125 757    | 0,2 %      | 0         |
| Всего                      | Всего                               | 70 651 298 | 100 %      | 538       |

- (а) выборщики, которые в отличие от обычных не связаны обещанием голосовать в соответствии с результатами выборов. Такая ситуация возникала несколько раз в середине 20-го века, как правило, в среде демократов из-за разногласий по вопросам сегрегации и гражданских прав с целью последующего торга.